# Янга-Сала
Янга́-Сала́ — село в Арском районе Татарстана. Административный центр Янга-Салского сельского поселения.

## География
Находится в северо-западной части Татарстана на расстоянии приблизительно 10 км на юг-юго-восток по прямой от районного центра города Арск.

## История
Основано во времена Казанского ханства. Упоминалось также как Енасала. Жители были обращены в христианство в 1550-60-х годах, в 1866 большинство из них обратились в ислам. В начале XX века действовали как мечеть, так и церковь святителя Гурия.

## Население
Постоянных жителей было: в 1782—124 души мужcкого пола, в 1859—621, в 1908—1074, в 1920—794, в 1926—823, в 1938—894, в 1949—852, в 1958—704, в 1970—605, в 1979—496, в 1989—347, 292 в 2002 году (татары 99 %, в том числе кряшены), 287 в 2010.